# Marcelo de Capua
Marcelo (Marcellus en latín), fue un mártir del siglo III o IV que fue incluido en el  Calendario romano general en el siglo XIII. Está reconocido como santo por la Iglesia católica, se conmemora el 7 de octubre.
Leyendas poco confiables lo asociaron con un San Apuleius, lo que llevó a que se los mencionara juntos en algunas ediciones del Martirologio romano, pero el nombre de Apuleius ha sido eliminado de la lista oficial de santos de la Iglesia católica, sin fundamento histórico.
En el Calendario tridentino, Marcelo estaba conmemorado con Apuleius y otros dos santos el 7 de octubre, el día de conmemoración del papa Marcos. En 1716, este día se convirtió la conmemoración de la Virgen del Rosario, y la conmemoración de Marcellus y Apuleius se trasladó al 8 de octubre. Marcelo fue restaurado al 7 de octubre en 1969 y Apuleyo fue eliminado.